# M4 (САУ)
M4 (англ. 81mm Mortar Carrier M4A1) — самоходный миномёт США периода Второй мировой войны. 

## История создания и производства
Первый специализированный вариант полугусеничного бронетранспортёра-тягача M2, M4 была разработана параллельно с ним и принята на вооружение армии в сентябре 1940 года. Серийное производство M4, однако, было начато лишь в 1942 году: двумя партиями, в марте и в сентябре—октябре было выпущено 572 машины этого типа.
M4 была создана как машина для перевозки миномёта, который вёл бы огонь с земли, хотя и с возможностью при крайней необходимости вести огонь из корпуса транспортёра, однако опыт использования M4 в войсках показал непрактичность такого решения.
В январе 1943 года был принят на вооружение улучшенный вариант, M4A1, рассчитанный на штатную стрельбу миномёта из САУ. В ходе серийного производства M4A1, с мая по октябрь 1943 года, было выпущено 600 САУ этого типа. M4A1 стала основным самоходным миномётом войск США и поступала на вооружение штабных рот мотострелковых и танковых батальонов, активно используясь ими на всех театрах военных действий Второй мировой войны. В отличие от большинства серийной бронетехники США, M4 другим странам по программе ленд-лиза не поставлялась.

## Конструкция

### Вооружение
| Боеприпасы миномёта M1  |                         |                    |                                                                                    |                  |                       |                                                  |                            |
| Тип снаряда             | Марка снаряда           | Масса выстрела, кг | Масса ВВ, г                                                                        | Марка взрывателя | Дульная скорость, м/с | Минимальная и максимальная дальность стрельбы, м | Год принятия на вооружение |
| Осколочная мина         | HE M43A1 Shell          | 3,14               | 558 (тротил)                                                                       | P.D. M52         | 254                   | 91—3008                                          |                            |
| Осколочно-фугасная мина | HE M56 Shell            | 4,84               | 1950 (тротил)                                                                      | P.D. M53         | 153                   | 274—2339                                         |                            |
| Осколочно-фугасная мина | HE M45/M45B1 Shell      | 6,81 / 6,82        | 2032 (тротил)                                                                      | P.D. M45         | 101                   | н/д—902                                          |                            |
| Дымовая                 | Chemical M57 Shell      | 5,19 / 5,42        | 36 (тетрил) + 1855 (белый фосфор) или 2082 (дымовая смесь на основе хлорида цинка) | P.D. M53 или M52 | 144 / 148             | 274—2259                                         |                            |
| Осветительная           | Illuminating M301 Shell | 4,86               |                                                                                    |                  | 181                   | до 2103                                          |                            |

### Сноски
1. ↑  На максимальном заряде
2. 1 2  Головной взрыватель мгновенного действия
3. 1 2  Головной взрыватель с задержкой 0,1 секунды
4. ↑  Головной взрыватель с мгновенным действем или задержкой 0,1 секунды